# 5128 Wakabayashi
5128 Wakabayashi eller 1989 FJ är en asteroid i huvudbältet som upptäcktes den 30 mars 1989 av den japanska astronomen Masahiro Koishikawa vid Ayashi-observatoriet i Japan. Den är uppkallad efter stadsdelen Wakabayashi-ku i den japanska staden Sendai.
Asteroiden har en diameter på ungefär 18 kilometer.